# アルフォンソ・ゴンサレス＝カレーロ
Alfonso González Calero（Nacido en 1958）は、スペイン・マドリード出身の美術評論家、画廊オーナー、美術鑑定士。
アルフォンソ・ゴンサレス＝カレーロがオーナーを務める画廊「アートルーム（Art Room）」は、コンセプトを重視した自由なアプローチによって生み出された実験的なアートが展示される場。これまでにナッチョ・ラミレスやベルタ・アレス、パス・ピエンテといったスペインのアーティストをはじめ、国内外のアーティストの作品を紹介してきた。また、鑑定士として美術館が購入する作品の真贋のチェックや、アドバイスなども行なっている。

## 経歴
幼少時よりプラド美術館近くに住み、美術館を遊び場に育つ。バレンシア工科大学にて美術品鑑定工学エンジニア・国際大学修士号取得。24歳で初めて展覧会を主催し、現在「インベスティガシオン・イ・アルテ（Investigación y Arte）」代表及び画廊「アートルーム（前サラ・カタルシス、ガレリア・カタルシス及びエル・クアルト・シンパティコ／1992年開廊）」ディレクター。スペイン司法鑑定協会会員として多数の美術品司法鑑定報告書を作成し、裁判所に提出する他、「テキニタッサ・アルテ社（Tecnitasa Arte）」技術ディレクターとして官公庁、美術館等からの依頼で美術品鑑定を行う。スペイン美術評論家協会会員。マドリード美術高等学校「アートギャラリー運営と経営講座」前ディレクター。マドリード・コンプルテンセ大学（Universidad Complutense de Madrid, UCM）「アートとコミュニケーション」マスターコース招待教授。美術評論家として、1996年に創刊され、約20年にわたって日本美術を世界に紹介してきた美術書籍『Art Maison International』など美術誌等への執筆多数。
A.M.S.C.スペイン本部所属／本部評議委員長。